# Keso

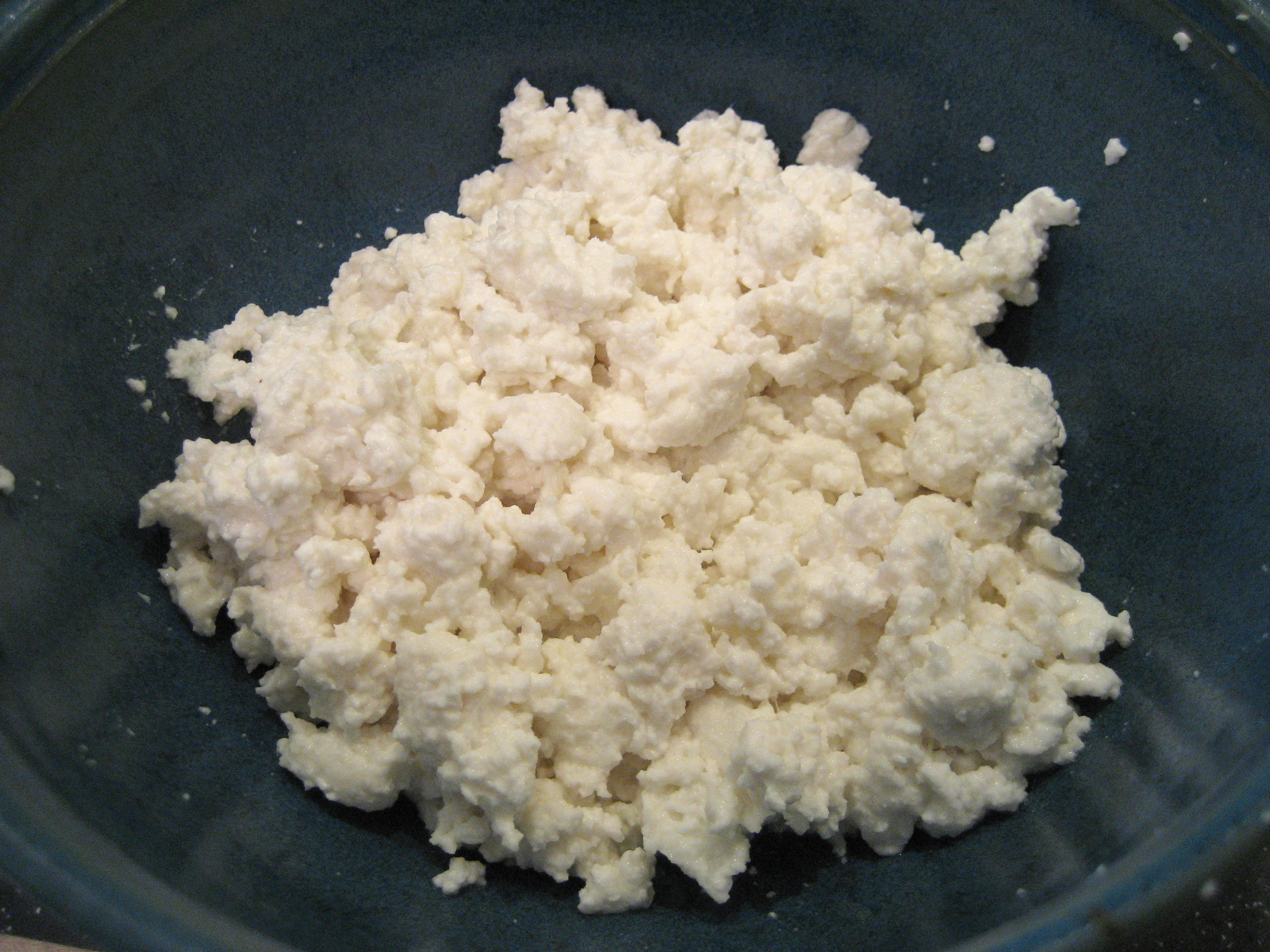
Keso.

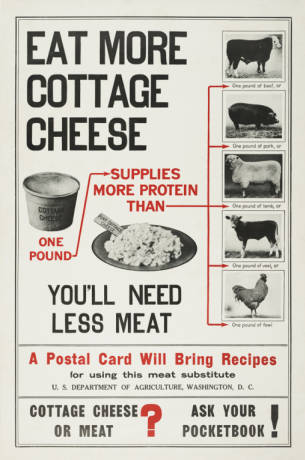
Amerikansk propagandaaffisch från Första världskriget som uppmanar till att äta keso som alternativ till kött.

Keso, eller grynost i Finland (engelska: cottage cheese), är en typ av grynig färskost med mild smak, möjligen av anglosaxiskt ursprung. Namnet keso är ett så kallat varumärkesord, ett registrerat produktvarumärke (ägt av Arla Foods) som har kommit att användas som ett allmänt namn i Sverige.
Färskosten kan ätas som den är, som pålägg på smörgås, i sallader eller till olika desserter, exempelvis krämer. Den används även som ingrediens i matlagning, som lasagne eller i desserter. Den är populär i vissa dieter och bland kroppsbyggare och tyngdlyftare eftersom det innehåller mycket av proteinet kasein samtidigt som det har en relativt låg fetthalt (4% eller lägre). Även järnvärdet är lågt.

## Etymologi
I Sverige är Keso ett registrerat varumärke, som sedan 2000 ägs av Arla Foods. Det inregistrerades år 1958 av mejeriföretaget Mjölkcentralen, som senare blev Arla. Ordet var ursprungligen en försvenskning av det spanska ordet queso, som betyder "ost", och har sedan dess blivit ett varumärkesord i Sverige. Det listas i Svenska Akademiens ordlista (SAOB) med betydelsen "kornig ostmassa".
I Finland används inte det svenska varumärkesordet alls på finlandssvenska, och produkten saluförs istället under det äldre svenska begreppet grynost (raejuusto på finska).
Inom svensk livsmedelsindustri används ofta den engelska benämningen cottage cheese, som direktöversatt betyder ”stugost”, möjligen bättre översatt som ”fäbodost”. Namnet är belagt 1831 i Godey's Lady's Book och tros komma från att produkten från början gjordes hemma av mjölkrester som bildades efter tillverkning av smör.[källa behövs]